# Hadena laudeti
Hadena laudeti is een vlinder uit de familie uilen (Noctuidae). De wetenschappelijke naam van deze soort is voor het eerst geldig gepubliceerd in 1840 door Boisduval.
De soort komt voor in tropisch Afrika.